# 매사추세츠 대학교

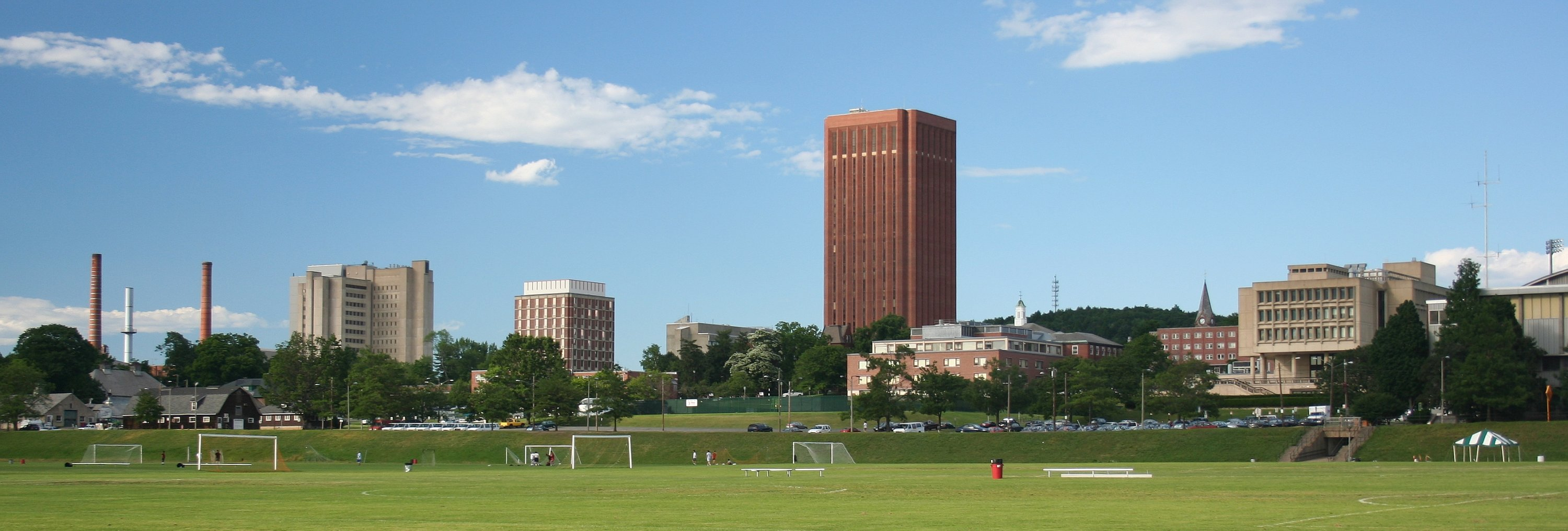

매사추세츠 대학교(영어: University of Massachusetts, 약칭 UMass)는 5개의 메인 캠퍼스를 가진 미국 매사추세츠주의 명문 주립대학 시스템이다. 애머스트 본교 (Umass Amherst)는 1863년에 설립되었다.

## 캠퍼스

### 캠퍼스 현황
- 매사추세츠 대학교 애머스트 (본 캠퍼스)
- 매사추세츠 대학교 보스턴
- 매사추세츠 대학교 로웰
- 매사추세츠 대학교 다트머스
- 매사추세츠 대학교 의과대학 (우스터)
- 매사추세츠 대학교 스프링필드 위성 캠퍼스
- 매사추세츠 대학교 글로벌 캠퍼스 (캘리포니아, 워싱턴)

## 매사추세츠주의 학교
- 매사추세츠 공과대학교
- 하버드 대학교
- 터프츠대
- 브랜다이스대
- 웰즐리대
- 스미스대
- 밥슨대
- 보스턴 대학교
- 보스턴 칼리지
- 윌리엄스대
- 앰허스트대
- 노스이스턴대
- 벤틀리대
- 홀리요크대
- 버클리음대

## 같이 보기
- 매사추세츠 대학교 애머스트
- 매사추세츠 대학교 보스턴
- 매사추세츠 대학교 의과대학
- 모릴 토지 허여 법안